# Stazione di Torretta Corana
La stazione di Torretta Corana era una stazione ferroviaria posta sulla linea Velletri-Terracina. 

## Storia
Nacque con l'attivazione della tratta ferroviaria nel 1892.
Fino al 1923 era denominata "Cisterna"; in tale anno, in seguito all'attivazione della nuova stazione di Cisterna posta sulla direttissima Roma-Napoli, assunse la nuova denominazione di "Torretta Corana".
Era posta nel territorio comunale di Cori, e ad oggi il fabbricato viaggiatori è abitazione privata.